# Marie Nathusius

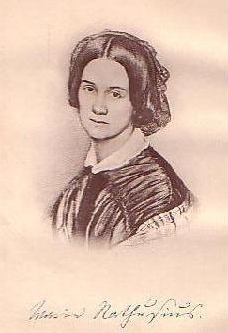
Marie Nathusius

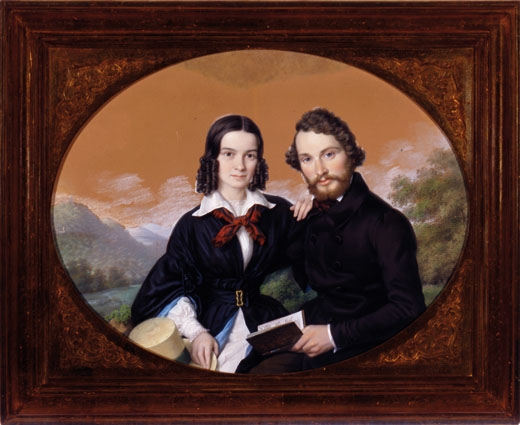
Marie Nathusius und ihr Ehemann Philipp Nathusius zur Zeit ihrer Verlobung

Marie Nathusius, geborene Scheele (* 10. März 1817 in Magdeburg; † 22. Dezember 1857 in Neinstedt) war eine volkstümliche Erzählerin und Liederkomponistin. Neben E. Marlitt und Ottilie Wildermuth war sie die meistgelesene deutsche Unterhaltungs- und Jugendschriftstellerin ihrer Generation. Ihre Bestseller Tagebuch eines armen Fräuleins (1854), Langenstein und Boblingen (1855) und Elisabeth. Eine Geschichte, die nicht mit der Heirat schließt (1858) wurden bis in die 1920er Jahre hinein neu aufgelegt.

## Leben

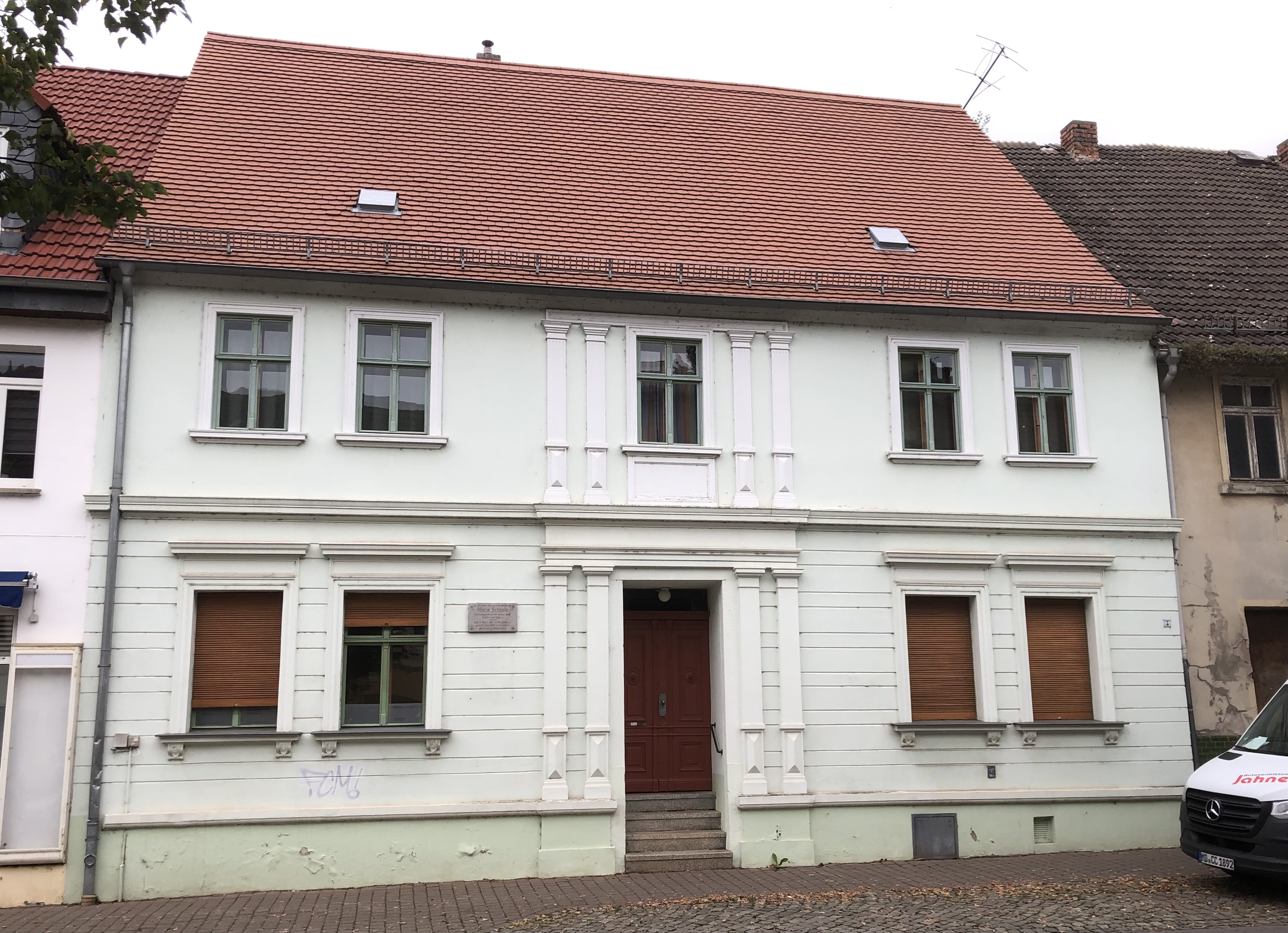
Marie-Scheele-Haus in Calbe (Saale), 2021

Die Tochter des pietistisch geprägten Pastors und späteren Superintendenten Friedrich August Scheele verbrachte ihre Kindheit und Jugend in Calbe (Saale), wo sie eine dürftige Schulbildung erhielt. Sie besuchte schon ab ihrem fünften Lebensjahr die Küsterschule und erhielt zudem Unterricht von ihrem Vater und bei Privatlehrern. Der noch zu Hause lebende Bruder versorgte sie mit Büchern aus der Bibliothek, vorrangig Räuber- und Ritterromane. Allerdings konnte sie häufig ihren Vater auf dessen Inspektionsreisen begleiten. Ihr damaliges Wohnhaus steht als Marie-Scheele-Haus unter Denkmalschutz. Ab 1834 lebte sie in Magdeburg, ab 1835 in Eickendorf, wo sie den Haushalt ihres Bruders Karl Scheele führte und die Erziehung seiner Pflegekinder übernahm.
Im März 1841 heiratete sie den Fabrikanten und Publizisten Philipp Nathusius. Nach einigen Reisen in die Provence, nach Italien und in die Schweiz ließ sich das Ehepaar in Althaldensleben nieder. Dort gründete sie 1844 eine „Kinderverwahranstalt“, einen Frauenverein für die Ortskrankenpflege, „Rettungshäuser“ für Jungen und Mädchen und eine „Mädchenarbeitsschule“. Nach Reisen nach Paris und England 1849 zogen Nathusius und ihr Mann 1850 auf das neuerworbene Gut Neinstedt bei Thale im Harz und gründeten ein „Knabenrettungs- und Bruderhaus“ (siehe Evangelische Stiftung Neinstedt).
Ihr Ehemann wurde 1861 anlässlich der Thronbesteigung des Königs Wilhelm von Preußen in den Adelsstand erhoben. Das Ehepaar hatte sieben Kinder, darunter den späteren Politiker Philipp von Nathusius-Ludom (1842–1900) und den späteren Reformtheologen Martin von Nathusius (1843–1906), die beide publizistisch hervorgetreten sind. Die Tochter des erstgenannten, die Schriftstellerin Annemarie von Nathusius (1874–1926), ist Marie Nathusius’ Enkelin.
Philipp von Nathusius kaufte 1849 das Volksblatt für Stadt und Land zur Belehrung und Unterhaltung, welches er bis 1858 als Herausgeber und Redakteur betreute. Die meisten Romane und Erzählungen Marie Nathusius’ erschienen dort als Vorabdrucke. Die Familie war außerdem eng befreundet mit August Heinrich Hoffmann von Fallersleben. Marie Nathusius vertonte 1847 seine Gedichte. Aus der gemeinsamen Liederpublikation Vierzig Kinderlieder von Hoffmann von Fallersleben stammt auch ihre Klavierbegleitung zu dem heute allgemein bekannten Kinderlied Alle Vögel sind schon da, dessen Melodie auf ein älteres Volkslied zurückgeht. Als Marie Nathusius 1857 unerwartet früh verstarb, verarbeitete ihre Freundin Eleonore Fürstin von Reuß ihre Trauer in dem Gedicht Das Jahr geht still zu Ende. Nathusius’ Mann Philipp verfasste ein dreibändiges Lebensbild der heimgegangenen Marie Nathusius (1867/68) für die postume fünfzehnbändige Werkausgabe der Gesammelten Schriften Marie Nathusius’ (1858–1869).